# Diphyus gibbosus
Diphyus gibbosus là một loài tò vò trong họ Ichneumonidae.